# Ramariopsis vestitipes
Ramariopsis vestitipes är en svampart som först beskrevs av Peck, och fick sitt nu gällande namn av Corner 1950. Ramariopsis vestitipes ingår i släktet Ramariopsis och familjen fingersvampar.   Inga underarter finns listade i Catalogue of Life.